# Sérénade pour flûte, violon, alto, violoncelle et harpe
La Sérénade pour flûte, harpe, violon, alto et violoncelle en ut majeur opus 30 est un quintette d'Albert Roussel composé en 1925.

## Présentation
La Sérénade d'Albert Roussel est instrumentée pour un effectif de quintette constitué d'une flûte, d'un violon, d'un alto, d'un violoncelle et d'une harpe. L'œuvre est composée à Varengeville à partir de juillet 1925 et achevée le 7 septembre 1925.
La partition, dédiée à René Le Roy, est publiée par Durand en 1926.
La Sérénade est créée à Paris, salle Gaveau, le 15 octobre 1925, lors d'un festival de la Société musicale indépendante, par le Quintette instrumental de Paris, avec René Le Roy à la flûte, René Bas au violon, Pierre Grout à l'alto, Roger Boulmé au violoncelle et Pierre Jamet à la harpe.
La pièce existe également sous forme d'une transcription pour piano à quatre mains de Lucien Garban.

## Structure
La Sérénade est en trois mouvements : 
1. Allegro ( = 160), à 
 ;
2. Andante ( = 80), à 
 ;
3. Presto ( = 100), à 
.

## Analyse
Michel Dimitri Calvocoressi relève que dans la partition « le compositeur se contente des matériels les plus simples, mais les traite avec subtilité », avec une « exceptionnelle fluidité », ajoute Harry Halbreich. Pour le musicologue, la Sérénade est un chef-d'œuvre, et « l'une des suprêmes réussites de Roussel, d'une originalité totale ».
Le premier mouvement, Allegro, est de forme sonate, construit autour de deux thèmes, le premier mélodique et le second rythmique. Le développement mélodique se fait en homorythmie, où les intervalles changent sur une structure métrique immuable, et « les idées successives accélèrent sans cesse le tempo ».
Le deuxième mouvement, Andante, est de forme ternaire, avec un thème principal introduit par la flûte, un épisode central où la harpe domine, avant un thème chanté au violoncelle, puis des sonorités originales, comme « l'emploi de la flûte au grave sous les cordes lors de la réexposition ». Contemplatif et immobile, le mouvement est d'une « envoûtante poésie » pour Halbreich, qui y voit « l'extraordinaire évocation de la canicule méridienne éblouissante de quelque paysage méditerranéen ». Pour Damien Top, avec cette page, dont « la maîtrise des textures est époustouflante, tout comme l'arachnéité des combinaisons timbriques », « Roussel nous entraîne vers des sphères éthérées dont il possède seul la clef ».
Le troisième et dernier mouvement, Presto, est en forme de rondo. « Rempli de gaieté », il est « dévoré par le rythme souverain » et rappelle le Divertissement (1906) du compositeur. Il comprend un intermède « délicieusement alangui », éclairé de glissandos d'harmoniques aux cordes.
La durée moyenne d'exécution de la Sérénade est de quinze minutes environ.
Le morceau porte le numéro d'opus 30 et, dans le catalogue des œuvres du compositeur établi par la musicologue Nicole Labelle, le numéro L 36.

## Discographie
- Albert Roussel Complete Chamber Music (3 CD), par Paul Verhey (flûte), Erika Waardenburg (harpe) et des membres du Schönberg Quartet (Janneke van der Meer, violon, Henk Guittart, alto, Viola de Hoog, violoncelle), CD 2, Brilliant Classics 8413, 2006.
- Albert Roussel Edition, CD 2, Patrick Gallois (flûte), Frédérique Cambreling (harpe) et le Trio à cordes de Paris (Charles Frey, violon, Michel Michalakakos, alto, Jean Grout, violoncelle), Erato 0190295489168, 2019[8].